# 23220 Yalemichaels
23220 Yalemichaels è un asteroide della fascia principale. Scoperto nel 2000, presenta un'orbita caratterizzata da un semiasse maggiore pari a 2,6254746 UA e da un'eccentricità di 0,0692808, inclinata di 3,60728° rispetto all'eclittica.